# アイ・トゥック・ア・ピル・イン・イビザ
アイ・トゥック・ア・ピル・イン・イビサ (I Took a Pill in Ibiza）は、アメリカ人歌手マイク・ポズナーの曲。2015年7月24日にリリースされた。

## 概要
前作『The Way It Used to Be』から約2年ぶりに発売されたシングルで、EP『The Truth』からのリードシングル。
リリース当時はあまり注目を集めなかったものの、ノルウェー人DJのSeeBによるリミックスが発表されたことでノルウェーを中心としたスカンディナビア半島全域で大ヒット、その後も段々と世界中のチャートを上り、2016年4月にはイギリスで4週連続の1位、アメリカでも5位と世界中で大ヒットし、今までの自身最大のヒット作であった『Cooler Than Me』を上回る売り上げを記録することとなった。

## 収録曲

### 音楽配信
1. I Took a Pill in Ibiza (SeeB Remix) [3:19]

### CDシングル
1. I Took a Pill in Ibiza (SeeB Remix) [3:19]
2. I Took a Pill in Ibiza [4:43]

## リリース
| 国                           | 日付          | フォーマット         | ラベル |
| ---------------------------- | ------------- | -------------------- | ------ |
| 全世界                       | 2015年7月24日 | デジタルダウンロード | Island |
| ドイツ・オーストリア・スイス | 2016年3月25日 | CDシングル           | Island |